# Карденас, Виктор Уго
Виктор Уго Карденас Конде (исп. Víctor Hugo Cárdenas Conde; род. 4 июня 1951 года) — боливийский активист и политик из числа коренного народа аймара. Лидер партии MRTKL (Революционно-освободительное движение им. Тупака Катари). Вице-президент Боливии с 1993 по 1997 год во время первого президентства Гонсало Санчеса де Лосады.

## Биография
Карденас родился в 1951 году в деревне аймара Ачика Бахо на берегу озера Титикака в семье учителя сельской школы. Когда он был еще ребенком, его отец сменил имя с Чокеуанка на Карденас, чтобы скрыть свое коренное происхождение, что считалось препятствием на пути образования и профессионального роста.
Учился в Боливии, Испании и США. У Карденаса, являющегося профессором университета, есть докторская степень по лингвистике. Владеет испанским и английским, языками аймара, кечуа и гуарани.
Наряду с Хенаро Флоресом Сантосом был одним из основателей Единой профсоюзной конфедерации сельских трудящихся Боливии (Confederación Sindical Única de Trabajadores Campesinos de Bolivia, CSUTCB), объединяющей крестьян из числа коренных народов, а также идеологов движения катаристов. Однако в 1980-х между этими лидерами Революционного движения им. Тупака Катари состоялся раскол, и оба они самостоятельно выдвигались на президентских выборах 1989 года.
Карденас был критиком левого президента Эво Моралеса, который, в свою очередь, припоминал тому предательство революционных принципов и неолиберальную политику, проводимую им на посту вице-президента. Карденас неудачно собирался выдвигаться против Моралеса на выборах 2009 года, настаивая, что его кандидатура направлена на достижение национального консенсуса, а не на разделение. На выборах 2019 года он в тандеме с религиозным лидером Умберто Пейнадо был кандидатом на пост президента Боливии от партии Группа гражданской солидарности (Unidad Cívica Solidaridad), но занял предпоследнее место.
28 января 2020 года он был назначен министром образования в сместившем Моралеса правительстве Жанин Аньес, курируя решение проблем перебоев в учёбе и внедрения дистанционного образования во время пандемии коронавируса. Был снят после голосования парламена 19 октября.